# Philippe Haïm
Philippe Haïm (Parijs, 2 september 1967) is een Franse filmregisseur, scenarioschrijver en componist. Ook treedt hij soms op als acteur.